# Bagnone

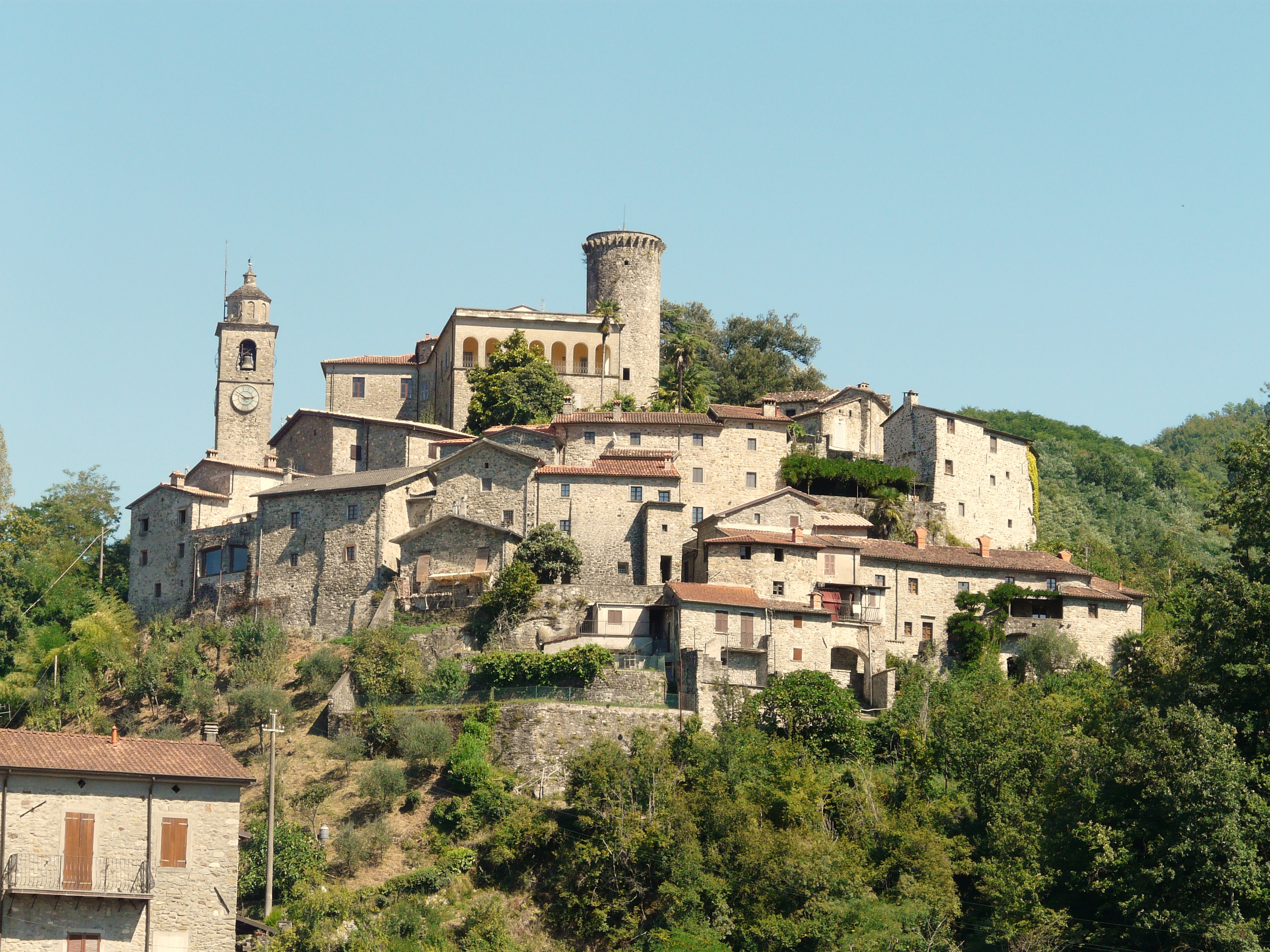
Bagnone

Bagnone, castello Treschietto

Bagnone – miejscowość i gmina we Włoszech, w regionie Toskania, w prowincji Massa-Carrara.
Według danych na rok 2004 gminę zamieszkiwały 2022 osoby, 27,7 os./km².